# Бажане
Бажане — село Новогродівської міської громади Покровського району Донецької області, Україна. У селі мешкає 274 людей.

## Назва
10 квітня 2024 року Комітет Верховної Ради України з питань організації державної влади, місцевого самоврядування, регіонального розвитку та містобудування підтримав перейменування села Новожеланне на Бажане.

## Географія
Селом тече Балка Гнила.

## Загальні відомості
Відстань до райцентру становить 30 км і проходить автошляхом E50. Землі села межують із територією селища Благодатне Донецької області.

## Населення

### Мова
Розподіл населення за рідною мовою за даними перепису 2001 року:
| Мова       | Кількість | Відсоток |
| ---------- | --------- | -------- |
| українська | 240       | 87.59%   |
| російська  | 34        | 12.41%   |
| Усього     | 274       | 100%     |

За даними перепису 2001 року населення села становило 274 осіб, із них 87,59 % зазначили рідною мову українську та 12,41 % — російську.